# Tomàs Cerdà de Tallada
Tomàs Cerdà de Tallada (Xàtiva, 1533? - València, 28 de setembre de 1614) fou un magistrat, jurista, humanista i doctor en Dret valencià.

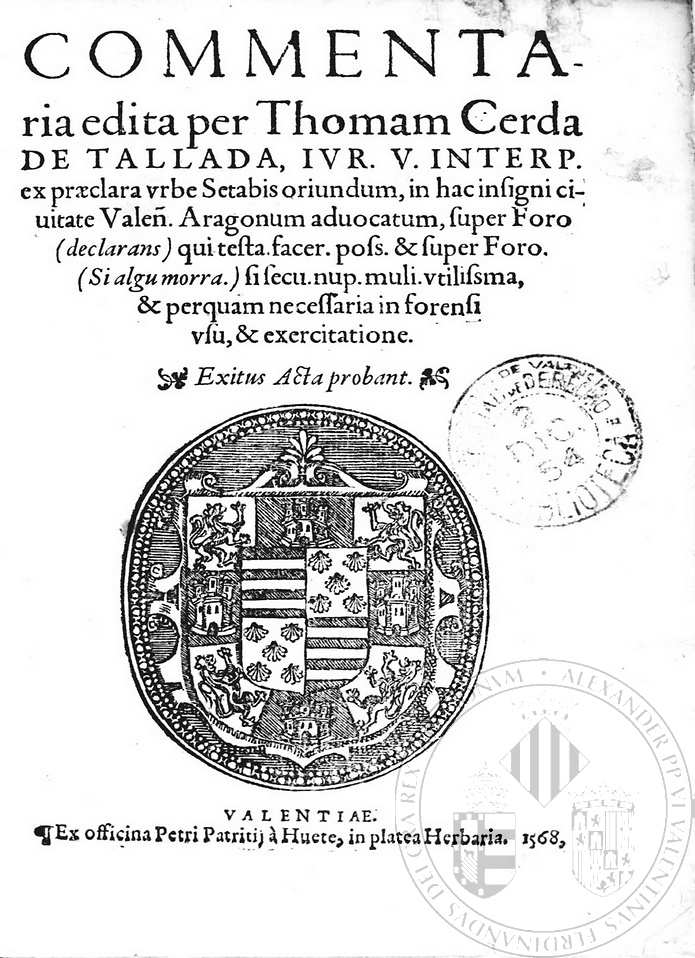
Cerdà de Tallada, Commentaria... (València, 1568)

## Biografia
Va ser amic personal dels reis Felip II i Felip III d'Espanya. Va estudiar a la Universitat de València. Entre els seus mestres destaquen Joan Gelida, Joan Lluís Vives i Jeroni Munyós. L'any 1604 Felip III el va promoure al càrrec de regent del Consell d'Aragó.
Fou autor del tractat Visita de la Cárcel y de los presos, pel qual va ser considerat precursor del modern penalisme, i d'uns Commentaria sobre el fur relatiu als fills preterits, que el portarien al càrrec de pare d'orfes. Influït per sor Margarita Agulló, amiga de joventut, va denunciar permanentment el maltractament als presos, la seua escassa seguretat i les seues dolentes condicions de vida.
Es va retirar a sa casa, l'alqueria del Molí, anomenada «El Cerdanet», situada als afores de Mislata, on anys després s'hi edificaria la Presó Model de València. Va dictar testament el 24 de setembre de 1614, i morí quatre dies després, assistit per l'arquebisbe fra Isidoro Aliaga.
En els preliminars d'algunes de les seues obres hi ha poesies dels seus fills, Maximilià (1560-1630) i Tomàs (1570-1634), que foren membres fundadors de la literària Acadèmia dels Nocturns amb els pseudònims de «Temeridad» i «Trueno» respectivament.

## Obres destacades
- Commentaria […] super Foro (Declarans) […] & super Foro (Si algú morrà) (València: Petri Patritii a Huete, 1568)
- Visita de la cárcel y de los presos (València: Pedro de Huete, 1574).
- Verdadero gobierno de la Monarquía, tomado por su propio sugeto la conservación de la paz (1581).
- Veriloquium en reglas de Estado (1604).
- Repartimiento sumario de la jurisdicción de S.M. en el reino de Valencia (1611).
- Discurso en razón de abreviar pleitos (1613).